# Les Mots de Taj

Les Mots de Taj est un film documentaire français réalisé par Dominique Choisy et sorti en novembre 2021.

## Synopsis
Les Mots de Taj, retrace le périple de son fils adoptif Tajamul Faquiri-Choisy qui, à 13 ans, fuyait son pays en guerre, l'Afghanistan, pour rejoindre la France à pied. 
Sept ans après, Dominique et Taj partent d'Amiens pour Kaboul, traversant 10 pays pour revenir sur les pas du jeune homme, croisant des migrants en route pour l’Europe et leur donnant la parole.

## Fiche technique
- Titre  : Les Mots de Taj
- Réalisation et scénario : Dominique Choisy
- Producteurs : Nathalie Algazi, François Drouot et Marie Sonne-Jensen
- Musique : Bertrand Belin
- Montage : Leo Segala
- Société de production : La Voie lactée
- Pays d'origine : France
- Genre : Documentaire
- Durée : 118 minutes
- Date de sortie : France - 24 novembre 2021

## Distribution
Tajamul Faquiri-Choisy : lui-même

## Autour du film
- Le titre initial du film était Le Film de Tajamul[2].